# نیکولاسه
نیکولاسه (به آلمانی: Berlin-Nikolassee) یک منطقهٔ مسکونی در آلمان است که در Steglitz-Zehlendorf واقع شده‌است. نیکولاسه ۱۵٬۸۹۹ نفر جمعیت دارد.